# Hail Satan?
Hail Satan? je dokumentární film, který zkoumá satanistickou organizaci Satanský Chrám včetně jejich historie, zvyků a politického aktivismu.
Film režisérky Penny Lane měl premiéru na filmovém festivalu Sundance v roce 2019 a bude distribuován Magnolia Pictures. Ukazuje satanisty, kteří pracují na zachování oddělení od církve a státu proti privilegovanému postavení křesťanského práva. Jde o zfilmovaný pohled na rychlý vzestup a vliv náboženské skupiny známé jako Satanský chrám.